# 吕斯河畔多马尔
吕斯河畔多马尔（法語：Domart-sur-la-Luce，法語發音：[dɔmaʁ syʁ la lys]）是法国上法蘭西大區索姆省的一个市镇，属于蒙迪迪耶区。

## 地理
吕斯河畔多马尔（49°49'13"N, 2°29'4"E）面积8.59 平方千米，位于法国上法蘭西大區索姆省，该省份为法国北部沿海省份，北起加来海峡省和北部省，西接滨海塞纳省和大西洋英吉利海峡，南至瓦兹省，东临埃纳省。
与吕斯河畔多马尔接壤的市镇（或旧市镇、城区）包括：卡希、贝尔托库尔莱泰讷、代米安、让泰勒、昂加尔、泰讷、维莱欧埃拉布勒。
吕斯河畔多马尔的时区为UTC+01:00、UTC+02:00（夏令时）。

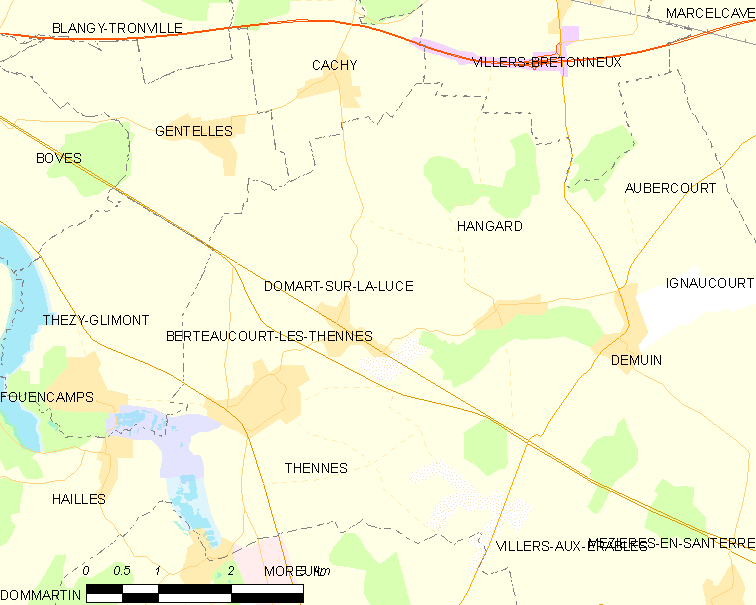
吕斯河畔多马尔的OSM定位图

## 行政
吕斯河畔多马尔的邮政编码为80110，INSEE市镇编码为80242。

## 政治
吕斯河畔多马尔所属的省级选区为莫勒伊县。

## 人口

1962-2008年间吕斯河畔多马尔人口变化图示

吕斯河畔多马尔于2022年1月1日时的人口数量为404人。